# 影像變形
影像變形（Morphing），是由一張圖像流暢地變成另一張圖像的視覺效果，最常見的應用是由一張人臉影像變化到另一張人臉影像。

## 概述
影像變形最基本的做法是藉由交叉融合（cross-dissolving）的方法來做，也就是把兩張影像在變化時間上作線性的內插。這樣的方法固然簡單，但由於兩張影像形狀不同（例如兩個人臉型不同），會產生鬼影的現象。為了解決鬼影的現象，必須在交叉融合之前進行改變影像形狀的彎曲轉換（warping）這個動作。因此，整個影像變形的過程，就是翹曲加上交叉融合。

## 影像變形的程序
影像變形是由一張影像漸進到另一張影像的效果，作法是計算在影像變化時間內所有影格的中間影像，最後再把這一連串的影像接續撥放就達到變形的效果，以下步驟為對於某一個影格的中間影像的產生方法：
- 根據使用的特徵指定方法（網格、點、線段），將兩張圖片的對應特徵作線性內插，得到中間影像的特徵資訊
- 把兩張影像都彎曲轉換到中間影像
- 把這兩張彎曲轉換過後的影像作交叉融合，也就是把這兩張影像對應的顏色取平均，如此便可以得到在這個影格的中間影像

## 彎曲轉換的方法
彎曲轉換的方法又分為「全域」以及「非全域」的轉換。常見的全域彎曲轉換有旋轉、平移、放大、縮小等，也就是對於整張影像的變換函數（warping function）一致。在影像變形的應用上，所使用的是屬於非全域的變換函數，也就是可能在不同區塊是用不同的變換函數去變換，依據如何決定兩張影像該如何變換分成以下三種方式 
- 根據網格：把兩張影像用網格切割，並給定網格間的對應關係，再依序把每個網格內的點經過各自的變換函數,變換到另一張影像的位置。例如第一張圖的A網格對應到第二張圖的B網格,計算出A網格到B網格的變換函數，再把A網格內所有的點變換到B網格的位置。
- 根據特徵點：在兩張影像中給訂特徵點的對應關係（例如眼角對應到眼角，鼻尖對應到鼻尖），把特徵點互相連線，將影像用特徵點形成的三角形給覆蓋，並找到對應的三角形，最後再進行網格變換。
- 根據特徵線段：在兩張影像中給定線段的對應關係（例如眉毛對應到眉毛，鼻梁對應到鼻梁），之後其他的點（指定線段以外的點）再根據與此線段的向量位置關係，來判斷到目標影像中的位置。

## 軟體
- FantaMorph
- Gryphon Software Morph
- Morpheus (morphing software)
- MorphThing
- Sqirlz Morph

## 外部連結
- Roger Claypoole, Jim Lewis,Srikrishna Bhashyam, and Kevin Kelly Image Morphing （页面存档备份，存于）
- Yung-Yu ChuangImage warping/morphing （页面存档备份，存于）